# كريستوف مايس
كريستوف مايس (19 أبريل 1988 بأنتويرب في بلجيكا - ) هو لاعب كرة قدم بلجيكي في مركز حراسة المرمى. لعب مع بيرسخوت إيه سي ونادي غينت وRoyal Cappellen F.C. ‏.

## روابط خارجية
- كريستوف مايس على موقع قاعدة بيانات كرة القدم.إي يو (الإنجليزية)
- كريستوف مايس على موقع Soccerway.com (الإنجليزية)
- كريستوف مايس على موقع AS.com (الإسبانية)